# Azur Park
Azur Park est l’un des grands parcs forains fixes de France. Il est situé à Gassin dans le département français du Var.

## Histoire

### Les débuts
À l’origine, le quartier de la Foux accueillait une fête foraine. Elle était installée un peu plus loin, où se trouvent de nos jours l’hypermarché et le centre commercial de La Foux. Elle comptait alors une quinzaine de manèges. Elle est créée à l’initiative de Louis Besi, créateur de plusieurs parc dans le sud de la France. Le terrain est loué à un propriétaire privé, avec l’accord du maire « ravi d’avoir une fête foraine dans sa commune ».
Le parc fut fondé sous le nom de Luna Park par trois associés, dont Roger Paillon, issu d’une famille de forains, en 1968. Il ouvre ses portes le 13 juillet 1968.
Dès 1969, le parc accueille une trentaine de forains.
Le parc connaît un grand succès et voit également la venue régulière de personnalités comme Eddie Barclay, qui joue au « casse-assiette » et Johnny Hallyday qui fréquente régulièrement la brasserie,,.
Marcel Campion affirme avoir « fait un Luna Park à Saint-Tropez » dans les années 1980.

### Années 1990
Marcel Campion y organise une fête le 11 août 2011 réunissant de nombreuses personnalités : Marcel Desailly, Jean-Claude Darmon, Tex, Enrico Macias, Vincent Lagaf ou Eddy Mitchell,,,.
Roger Paillon cède la direction de ses manèges en 1989 à son fils, Serge Paillon.
Le Luna Park est rebaptisé Azur Park pour se démarquer des parcs se nommant de la même façon.

### Années 2000
En 2001, Tony Besi, qui avait succédé à son père à la tête du parc, se retire. Le parc est désormais géré par Serge Paillon.
Il est le descendant d’une longue lignée de forains, son arrière grand-père étant l’un des premiers créateurs de manèges à balançoires.

### Années 2010
À l’ouverture de la saison de 2010, le parc compte vingt-deux attractions adultes, quatorze manèges enfantins et trente stands.
Le parc fonctionne en renouvelant régulièrement ses attractions. En 2017, plusieurs nouveaux manèges sont installés, dont Crazy Mouse et le Maximum,. En 2018, le parc accueille deux nouvelles attractions : X Factory et Le Toutankhamon.
Un accident mortel se produit le 29 juin 2019. Un forain voulant aller chercher la casquette tombée d’un client, passe sur le chemin d’un chariot. Il est heurté de plein fouet et succombe à ses blessures. C’est le premier incident grave en 52 ans au parc,.
En 2018, Serge Paillon dirige le parc avec ses fils Sam et Sacha.

## Informations économiques
La société Attractions Paillon et Fils est créée le 5 juillet 1993.
En 2016 (31/10) elle réalise un chiffre d’affaires de 623 300 euros et dégage un résultat de 76 200 euros avec trois collaborateurs.
Elle est dirigée par Serge Paillon.
En 2018, le parc fait travailler 200 personnes.

## Fréquentation
Sa fréquentation annuelle est d’environ un million de visiteurs à la fin des années 2000. Elle est stable au milieu des années 2010 avec en moyenne un million de visiteurs, dont 15 000 à 20 000 par jour en juillet et en août. L’entrée du parc est libre, l’accès aux attractions est payant. Cependant, la méthode de calcul de la fréquentation rend la comparaison des chiffres vis-à-vis d’autres concurrents sujette à caution. En effet, la majorité des parcs d’attractions rendent leur accès payant. Les chiffres de fréquentation d’Azur Park ne sont donc pas comparables avec ceux de ses concurrents.

## Attractions et équipements
L’Azur Park n’ouvre ses portes qu’une partie de l’année. Certaines attractions sont installées à demeure ; d’autres sont proposées au fur et à mesure que la saison avance. Des forains proposent des stands sur une partie aussi grande que le parc.

### Attractions enfants
| Nom                     | Type | Constructeur | Année |
| ----------------------- | ---- | ------------ | ----- |
| Mini Pouss-Pouss        |      |              |       |
| Formule 1               |      |              |       |
| Tacots 1900             |      |              |       |
| Train des Pignes        |      |              |       |
| Bounty                  |      |              |       |
| Carrousel 1900          |      |              |       |
| Aladin                  |      |              |       |
| Petit Manège            |      |              |       |
| Super Rally ou La Pomme |      |              |       |
| Cuzco                   |      |              |       |
| Jumping Frog            |      |              |       |
| Draggon                 |      |              |       |
| Mini Skooter            |      |              |       |
| Mini Canyon             |      |              |       |
| Toboggan                |      |              |       |

### Attractions
| Nom            | Type           | Constructeur   | Année |
| -------------- | -------------- | -------------- | ----- |
| Simulateur 5D  |                |                |       |
| Pouss Pouss    |                |                |       |
| Fiesta         |                |                |       |
| Train Fantôme  | Train fantôme  |                |       |
| Keops          |                |                |       |
| Crazy Mouse    |                | Reverchon      | 2017  |
| Stargate       |                |                |       |
| Trampoline     |                |                |       |
| Dschunke       |                |                |       |
| Grande Roue    | Grande roue    |                |       |
| River Slide    |                |                |       |
| Montgolfières  |                |                |       |
| Fun House      | Palais du rire |                |       |
| Toboggan       |                |                |       |
| Cinema 7D      |                |                |       |
| Accrobranche   |                |                |       |
| Bumper Boat    |                |                |       |
| King           |                |                |       |
| Auto Skooter   |                |                |       |
| Carrousel 1900 | Carrousel      |                |       |
| Playball       |                |                |       |
| Typhoon chaise |                |                |       |
| Atmosfear      | Freak Out      | Technical Park |       |

### Attractions à sensations
| Nom               | Type | Constructeur | Année |
| ----------------- | ---- | ------------ | ----- |
| Sky Rider         |      |              |       |
| Ejection Seat     |      |              |       |
| Atmosfear         |      |              |       |
| Typhoon Fligt Men |      |              |       |
| Maxximum          |      |              |       |

### Mini golf
Un vaste mini-golf, Tropical Golf, est installé sur un hectare, dans un univers préhistorique.

## Dans la culture
Des scènes de L'Année des méduses, film français réalisé par Christopher Frank sorti en 1984, sont tournées à Azur Park.
La série Malditos, diffusée en 2025 sur Max et sélectionnée pour la compétition officielle à Canneseries en 2025, a été tournée en partie à Azur Park.